# Српска резервна болница престолонаследника Александра
Српска резервна болница престолонаследника Александра била је привремена ратна болница намењена санитетском збрињавању српских војника у дубини Солунском фронта. Основана је у марту 1917. године на предлог француске команде, која је понудила српској војсци да преузме њихову велику резервну болницу бр. 14 која се налазила у великом комплексу зграда у Солуну. Захваљујући доброј организација рада, ентузијазму ангажованог медицинског особља, болница се брзо развијала и постала — Главна војна болница српске војске у егзилу, у којој су се у континуитету развијајале не само главне гране медицине (интерна медицина, хирургија и радиологија), већ и остале значајне клиничке специјалности (биохемијска и бактериолошка лабораторијска, оториноларинголошка, кожновенерична и очна). Паралелно са развојем бројних грана медицине у њој се одвијао и образовни процес. Тако су у овој својеврсној образовној установи, током више од две године њеног постојања болнице, образовно много лекара и медицинара. Већина кадрова која је прошла кроз ову болницу по ослобођењу
Србије и гашењу болнице у Солуну, наставило је са радом у Главној војној болници у Београду или на Медицинском факултету у Београду.

## Оснивање почетак и крај рада
У моменту оснивања болнице Солун је још од 1916. године постао најкосмополитскије место у овом делу Европе, у коме су се нашли припадници француске, британске, руске, српске, италијанске и грчке војске. Ову масу војника надопунио је контингент војника који су Французи и Британци послали из својих колонија: Вијетнама, Магреба, Сенегала, Индије и Мадагаскара. Након што је у моменту велике концентарције војних снага на Солунском фронту, начелник Штаба Врховне команде српске војске ђенерал Петар Бојовић, прихватио предлог француске команде да српска војска преузме њихову велику резервну болницу бр. 14 која се у виду великог комплекса зграда налазила у Солуну, донео је 13. марта одлуку (Л. бр. 21 440), да се та болница... „прими од Француза са локалима, материјалом и инсталацијом. Следећом његовом Наредбом бр. 10 за „целокупну војску“ од 17. марта одлучено је да Велика резервну болницу бр. 14 у Солуну промени назив у „Српска резервна болница престолонаследника Александра“.
На чело болнице дошао је њен први први управник резервни мајор др Љубиша Вуловић (по ослобођењу Србије један од професора Медицинског факултета у Београду). Поред др Љубиша Вуловић, у наредном периоду управници су били: потпуковник др Жарко Рувидић, пуковник др Јордан Стајић, пуковник др Владимир А Поповић и потпуковник др Жарко Трпковић. Остале руководеће дужности у болници обављали су:
- Начелници интерног одељења — потпуковник др Жарко Рувидић и резервни мајор др Миленко Матерни,
- Начелници хируршког одељења — пуковник др Јордан Стајић, пуковник др Чеда Ђурђевић и (поново) пуковник др Јордан Стајић,
- Начелник радиолошког одељења — потпуковник др Александар Марковић,
- Начелник лабораторије за бактериологију — доц. др Лудвик Хиршфелд,
- Начелник одељења за плућне болести — резервни мајор др Љубомир Д Стојановић,
- Начелник одељења за кожновенеричне болести — капетан прве класе др Душан Копша, од октобра 1917,
- Начелници одељења за уво, грло и нос — резервни мајор др Љубиша Вуловић, који је то остао и после одласка са места управника болнице (уз друге дужности у Солуну), све до одласка у Француску у мају 1918, када га је (од августа) наследио такође, резервни мајор др Моша-Букус А Алкалај[3]
- Начелник очног одељења — поред дужности у министарству, ову дужност обављао је највероватнији потпуковник др Жарко Трпковић.

Капацитете ове болнице највише је користила хирургија, са два одељења, у којима су шефови били пуковник др Чеда Ђурђевић и резервни мајор др Леон Коен, а затим, интерна медицина, из које је издвоојено Одељење за плућне болести. На интерном и хируршком одељењу болнице обављана је и специјализација из тих грана.

### Централна лабораторија српске војске
У оквиру Српске резервне болнице престолонаследника Александра, маја 1917. једна мања зграда (са 5 просторија и свом лабораторијском опремом) додељена је Српској централној лабораторији, која је времаном постала организационо језгро првих превентивних медицинских установа у српској војсци. У њој се се обављале следеће активности:
- дијагностичког рад,
- израђиване вакцине против трбушног тифуса, паратифуса А, Б и Ц и колере,
- истраживања (бактериолошка, хематолошка, паразитолошка, имунобиолошка) од научног и практичног значаја за војску на фронту,
- школовање првих војних кадрова из области превентивне медицине и инфектологије.

У болници је др Хиршфелд организовао први бактериолошки курс за пет лекара и медицинара, који су после рата постали познати здравствени радници, наставници и руководиоци здравствене и санитетске службе у Краљевини Југославији. Међу њима је био и касније чувени инфектолог, професор и академик др Коста Тодоровић.

## Крај рада болнице
Након завршетка Великог рата, болница је радила све до 28. маја 1919, када је расформирана, а велики део њеног кадра, након преласка у Србију одиграо је важну улогу у оснивању здравствених и образовних установа у Београду и другим деловима новоосноване Краљевине Југославије.